# Pożar buszu na wschodnim wybrzeżu Australii (1994)
Pożar buszu na wschodnim wybrzeżu Australii w 1994 - klęska żywiołowa, która miała miejsce od 27 grudnia 1993 do 16 stycznia 1994 i wystąpiła w Nowej Południowej Walii. Pożar objął tereny od Bega do Queensland. 80 oddzielnych frontów pożarów zagrażało wielu obszarom, w tym miastom Newcastle i Sydney. Pożar zabił 4 osoby i spłonęło ponad 8000 km² ziemi. Zniszczeniu uległo 225 domów, w większości położonych na przedmieściach Sydney.